# Никола Логофетов
Никола Петров Логофетов е български политик – председател на XXV народно събрание, депутат, адвокат в Лом.
Син на Петър Логофетов. Учи в родното си Ново село, Видинско, през периода 1891 – 1903 г. Завършва гимназия във Видин, следва право в СУ „Св. Климент Охридски“.
От 1909 до 1943 г. работи като адвокат в Лом. Главен редактор на вестник „Земеделско право“.
Участва в 3 войни. Взема участие в Балканските войни (1912 – 1913) и Първата световна война от 1914 – 1918 г. Носител на „Орден за граждански заслуги“.
Общински съветник в Лом и окръжен съветник във Видин. Народен представител в XXIV и XXV народно събрание.
Осъден е на смърт от Народния съд през януари-февруари 1945 г. и екзекутиран на 1 февруари 1945 г. Смъртната присъда е отменена през 1996 с Решение №243 на Върховния съд.

## Цитати
| „ | Ако целият български народ би могъл да мине през Оборище, той би се значително очистил от някои отрицателни прояви, присъщи на човешката душа. | “ |

| „                | Всеки народен представител от каквото и съсловие да бъде, да слуша винаги своя разум и само своята съвест, но без подценяване тогова или оногова | “ |
| Никола Логофетов | |   |